# Луиза Улрика Пруска
Луиза Улрика Пруска (на немски: Luise Ulrike von Preußen; на шведски: Lovisa Ulrika av Preussen) от фамилията Хоенцолерн, е принцеса от Кралство Прусия и чрез женитба кралица на Швеция (1751 – 1771).

## Биография
Родена е на 24 юли 1720 година в Берлин, Кралство Прусия. Тя е петата дъщеря на крал Фридрих Вилхелм I от Прусия (1688 – 1740) и съпругата му принцеса София Доротея фон Хановер (1687 – 1757), дъщеря на крал Джордж I от Великобритания. По-малка сестра е на Фридрих Велики (1712 – 1786). 
Луиза Улрика се омъжва на 29 август 1744 г. на 24 години за принц Адолф Фредерик (1710 – 1771), който през 1751 г. става крал на Швеция. След смъртта на нейния съпруг тя се връща през 1771 г. за осем месеца в родината си.
Умира на 16 юли 1782 година в двореца Свартшьо, Швеция, на 61-годишна възраст.

## Деца
Улрика и Адолф Фредерик имат четири деца:
- Густав III (* 24 януари 1746; † 29 март 1792), крал на Швеция
- Карл XIII (* 7 октомври 1748; † 5 февруари 1818), крал на Швеция
- Фридрих Адолф (* 18 юли 1750; † 12 декември 1803), херцог на Йостергьотланд
- София Албертина (* 8 октомври 1753; † 17 март 1829), последната абатеса на манастир Кведлинбург (1787 – 1803)

## Галерия
- Луиза Улрика Пруска
- Луиза Улрика Пруска
- Луиза Улрика Пруска като вдовица, 1775